# Комаров Микола Сергійович
Микола Сергійович Комаров (1938—2003) — український астрофізик, завідувач відділів астрофізики (1968—1969) і астроспектроскопії (від 1970) в Одеській обсерваторії. Фахівець зі спектрофотометрії фізики холодних зір-гігантів.

## Біографія
Народився 16 червня 1938 року в місті Сестрорєцьк, нині у складі Курортного району Санкт-Петербурга.
1960 року закінчив Одеський університет і відтоді й працював в Одеській обсерваторії. До 1964 року був аспірантом, науковим співробітником, в 1968—1969 роках був завідувачем відділу астрофізики, в від 1970 — відділу астроспектроскопії.
В останні роки життя читав науково-популярні лекції в Одеському планетарії. Помер 3 серпня 2003 року в Одесі.

## Наукові дослідження
Микола Комаров проводив дослідження в галузях фундаментальної фотометрії та спектроскопії, фізики холодних зір-гігантів та еволюції хімічних елементів. В 1966 році спільно з Позигуном виконав перші в СРСР електроспектрофотометричні спостереження зір в ближньому інфрачервоному діапазоні з метою визначення розподілу енергії у зоряних спектрах. За результатами цих спостережень було укладено каталог «Спектрофотометрія зір у діапазоні 550—900 нм» (рос. Спектрофотометрия звезд в диапазоне 550—900 нм). Керував створенням «Фотометричного та спектрального каталогу яскравих зір» (рос. Фотометрического и спектрального каталога ярких звезд, 1979). Брав участь у розробці нових астрофотометрів.

## Вибрані публікації
- Фотометрический и спектральный каталог ярких звезд. — Киев, 1979.
- Спектрофотометрия звезд в диапазоне 550–900 нм. — Киев, 1983.
- The Spectrophotometric Star Catalogue. — Odesa, 1995.
- Холодные звезды-гиганты. — Одесса, 1998.